# China Railway High-speed
China Railway High-speed (CRH) is het hogesnelheidssysteem van de Chinese spoorwegmaatschappij China Railways. 
In 2020 verbond het netwerk alle provincies van China en was er bijna 38.000 km spoor in gebruik. Daarmee is de CRH goed voor twee derde van alle commerciële HST-spoorwegen ter wereld. De Volksrepubliek China heeft plannen om het netwerk uit te breiden naar 70.000 km tegen 2035. Met 2,29 miljard ritten (2019) is CRH het meest gebruikte spoornetwerk ter wereld.
De langste van deze lijnen is sinds 2017 de hogesnelheidslijn Peking-Kunming (2.760 km). Eerdere lengterecords waren voor Peking-Beihai (2.697 km) en Peking-Hongkong.  De drukst gebruikte is Peking-Shanghai. Shanghai-Chengdu, Shanghai-Kunming, Hangzhou-Shenzhen, Peking-Harbin en Lanzhou-Ürümqi zijn vijf andere voorbeelden van dit door CRH uitgebaat netwerk van langeafstandslijnen.
De dienst wordt verzorgd door 744 CRH treinstellen, elk met 8 of 16 rijtuigen (2011). Verschillende leveranciers waren en zijn betrokken bij de bouw van 220 CRH1-stellen, 190 CRH2's, 170 CRH5-stellen, 80 CRH3's en 390 CRH380-stellen. Eind 2011 waren 1050 treinstellen met 10.240 treinwagons geleverd of in bestelling.
| Jaar | Lengte spoorwegen (in km) | Passagiers (in miljoen) |
| ---- | ------------------------- | ----------------------- |
| 2008 | 672                       | 7,3                     |
| 2009 | 2.699                     | 46,5                    |
| 2010 | 5.133                     | 133,2                   |
| 2011 | 6.601                     | 285,5                   |
| 2012 | 9.356                     | 388,2                   |
| 2013 | 11.028                    | 529,6                   |
| 2014 | 16.456                    | 703,8                   |
| 2015 | 19.838                    | 961,4                   |
| 2016 | 22.980                    | 1.221,3                 |
| 2017 | 25.164                    | 1.752,2                 |
| 2018 | 29.000                    | 2.005                   |
| 2019 | 35.000                    | 2.290                   |
| 2020 | 37.900                    | 2.203                   |
| 2021 | 40.000                    | 2.612                   |
| 2022 | 42.000                    | 2.358                   |
| 2023 | 45.000                    | 2.940                   |
| 2024 | 48.000                    | 3.272                   |